# Torneo Finalización 2015 (Colombia)
El Torneo Finalización 2015 fue la octogésima segunda (82a.) edición de la Categoría Primera A de fútbol profesional colombiano, siendo el segundo torneo de la temporada 2015. Comenzó a disputarse el 10 de julio y finalizó el 20 de diciembre de 2015. 
El club Atlético Nacional logró coronarse campeón en una reñida final contra el Junior la cual se definió por tiros desde el punto penal. 
El partido de ida en el Estadio Metropolitano Roberto Meléndez culminó 2-1 a favor del cuadro de Barranquilla. En el partido de vuelta en el Estadio Atanasio Girardot el equipo paisa derrotó 1-0 a Junior y forzó el partido a tiros desde el punto penal en los cuales el equipo Atlético Nacional ganó 3-2. Nacional logró de esta manera su decimoquinto título, que lo consagra como el club más ganador de la Categoría Primera A.

## Sistema de juego
Para el campeonato de la Categoría Primera A se jugarán dos torneos de sistema de juego. Sin embargo, los ganadores de los dos torneos, jugarán una serie definitoria —también denominada «Gran final» en la cual se juegan dos partidos de ida y vuelta para definir el campeón de la temporada de la Primera A. Es importante destacar que el campeón de cada torneo se le confiere un palmar o título conferido, por lo tanto la «Superliga», es un trofeo distinto al campeonato de Primera división del fútbol profesional de Colombia.
En el Torneo Finalización, se jugará en cuatro fases para definir al campeón del certamen. En la fase inicial jugarán los equipos 20 jornadas todos contra todos (19 fechas y una fecha de clásicos). Los ocho primeros clasificados avanzarán a la siguiente instancia; estos jugarán los cuartos de final, donde los ocho equipos clasificados se dividirán en dos grupos para el sorteo los cuatro equipos clasificados de primeros se sortearan cada uno con los cuatro restantes, y se jugarán partidos de ida y vuelta en cada llave. Al terminar la fase, los cuatro vencedores jugaran una serie de semifinales igualmente de ida y vuelta, donde jugará de local el partido de vuelta el mejor ubicado en la reclasificación del Torneo Finalización.
Finalmente se jugara la final del torneo (en partido de ida y vuelta); el equipo que quede ganador del torneo, clasificará a la «Superliga» y a la «Copa Libertadores».

## Equipos participantes

### Datos de los clubes
| Equipo                 | Entrenador          | Ciudad/Municipio       | Estadio                                                         | Aforo                | Marca         | Patrocinador Principal |
| ---------------------- | ------------------- | ---------------------- | --------------------------------------------------------------- | -------------------- | ------------- | ---------------------- |
| Águilas Doradas        | Néstor Otero        | Rionegro               | Alberto Grisales                                                | 12.000               | FSS           | Colanta                |
| Alianza Petrolera      | Oscar Upegui        | Barrancabermeja        | Daniel Villa Zapata                                             | 10.400               | Veralima      | Hipinto                |
| Atlético Huila         | José Fernando Santa | Neiva Armenia Girardot | Guillermo Plazas Alcid Centenario de Armenia Luis Antonio Duque | 25.000 21.500 15.000 | Sheffy        | ElectroHuila           |
| Atlético Nacional      | Reinaldo Rueda      | Medellín               | Atanasio Girardot                                               | 48.700               | Nike          | Postobón               |
| Boyacá Chicó           | Eduardo Pimentel    | Tunja                  | La Independencia Metropolitano de Techo                         | 30.000 10.000        | Walon         | Lotería Boyacá         |
| Cortuluá               | Jaime de la Pava    | Tuluá                  | Doce de Octubre                                                 | 16.000               | Keuka         | Águila                 |
| Cúcuta Deportivo       | Carlos Quintero     | Cúcuta                 | General Santander                                               | 47.500               | Saeta         | Águila                 |
| Deportes Tolima        | Alberto Gamero      | Ibagué                 | Manuel Murillo Toro Metropolitano de Techo                      | 36.000 10.000        | Mitre         | Águila                 |
| Deportivo Cali         | Fernando Castro     | Palmira                | Deportivo Cali                                                  | 55.500               | Umbro         | Siesa                  |
| Deportivo Pasto        | Guillermo Berrio    | Pasto                  | Departamental Libertad                                          | 27.380               | Keuka         | Aguardiente Nariño     |
| Envigado F. C.         | Juan Carlos Sánchez | Envigado               | Polideportivo Sur                                               | 14.000               | Margo's       | InderEnvigado          |
| Independiente Medellín | Leonel Álvarez      | Medellín               | Atanasio Girardot                                               | 48.700               | Puma          | Colanta                |
| Jaguares               | Jorge Luis Bernal   | Montería               | Municipal de Montería                                           | 8.000                | Kaxon         | Comfacor               |
| Junior                 | Alexis Mendoza      | Barranquilla           | Metropolitano Roberto Meléndez                                  | 50.000               | Umbro         | Águila                 |
| La Equidad             | Santiago Escobar    | Bogotá                 | Metropolitano de Techo                                          | 10.000               | Saeta         | Equidad Seguros        |
| Millonarios            | Rubén Israel        | Bogotá                 | Nemesio Camacho El Campín                                       | 40.000               | Adidas        | Pepsi                  |
| Once Caldas            | Javier Torrente     | Manizales              | Palogrande                                                      | 43.680               | Umbro         | Kenworth               |
| Patriotas              | Harold Rivera       | Tunja                  | La Independencia Metropolitano de Techo                         | 30.000 10.000        | Kimo          | Colpatria              |
| Santa Fe               | Gerardo Pelusso     | Bogotá                 | Nemesio Camacho El Campín                                       | 40.000               | Umbro         | Huawei                 |
| Uniautónoma            | Giovanni Hernández  | Barranquilla           | Metropolitano Roberto Meléndez                                  | 50.000               | Deporte Total | Kosta Azul             |

### Localización
| Antioquia | 4 | Águilas Doradas, Atlético Nacional, Envigado F. C. e Independiente Medellín. | \| Junior Uniautónoma Jaguares Cúcuta Alianza Medellín Nacional Envigado Águilas Boyacá Chicó Patriotas Caldas Millonarios Santa Fe La Equidad Tolima Cortuluá Cali Huila Pasto \| |
| Bogotá, D. C. | 3 | La Equidad, Millonarios y Santa Fe                                           | \| Junior Uniautónoma Jaguares Cúcuta Alianza Medellín Nacional Envigado Águilas Boyacá Chicó Patriotas Caldas Millonarios Santa Fe La Equidad Tolima Cortuluá Cali Huila Pasto \| |
| Atlántico | 2 | Junior y Uniautónoma                                                         | \| Junior Uniautónoma Jaguares Cúcuta Alianza Medellín Nacional Envigado Águilas Boyacá Chicó Patriotas Caldas Millonarios Santa Fe La Equidad Tolima Cortuluá Cali Huila Pasto \| |
| Boyacá | 2 | Boyacá Chicó y Patriotas                                                     | \| Junior Uniautónoma Jaguares Cúcuta Alianza Medellín Nacional Envigado Águilas Boyacá Chicó Patriotas Caldas Millonarios Santa Fe La Equidad Tolima Cortuluá Cali Huila Pasto \| |
| Valle del Cauca | 2 | Cortuluá y Deportivo Cali                                                    | \| Junior Uniautónoma Jaguares Cúcuta Alianza Medellín Nacional Envigado Águilas Boyacá Chicó Patriotas Caldas Millonarios Santa Fe La Equidad Tolima Cortuluá Cali Huila Pasto \| |
| Caldas | 1 | Once Caldas                                                                  | \| Junior Uniautónoma Jaguares Cúcuta Alianza Medellín Nacional Envigado Águilas Boyacá Chicó Patriotas Caldas Millonarios Santa Fe La Equidad Tolima Cortuluá Cali Huila Pasto \| |
| Córdoba | 1 | Jaguares                                                                     | \| Junior Uniautónoma Jaguares Cúcuta Alianza Medellín Nacional Envigado Águilas Boyacá Chicó Patriotas Caldas Millonarios Santa Fe La Equidad Tolima Cortuluá Cali Huila Pasto \| |
| Huila | 1 | Atlético Huila                                                               | \| Junior Uniautónoma Jaguares Cúcuta Alianza Medellín Nacional Envigado Águilas Boyacá Chicó Patriotas Caldas Millonarios Santa Fe La Equidad Tolima Cortuluá Cali Huila Pasto \| |
| Nariño | 1 | Deportivo Pasto                                                              | \| Junior Uniautónoma Jaguares Cúcuta Alianza Medellín Nacional Envigado Águilas Boyacá Chicó Patriotas Caldas Millonarios Santa Fe La Equidad Tolima Cortuluá Cali Huila Pasto \| |
| Norte de Santander | 1 | Cúcuta Deportivo                                                             | \| Junior Uniautónoma Jaguares Cúcuta Alianza Medellín Nacional Envigado Águilas Boyacá Chicó Patriotas Caldas Millonarios Santa Fe La Equidad Tolima Cortuluá Cali Huila Pasto \| |
| Santander | 1 | Alianza Petrolera                                                            | \| Junior Uniautónoma Jaguares Cúcuta Alianza Medellín Nacional Envigado Águilas Boyacá Chicó Patriotas Caldas Millonarios Santa Fe La Equidad Tolima Cortuluá Cali Huila Pasto \| |
| Tolima | 1 | Deportes Tolima                                                              | \| Junior Uniautónoma Jaguares Cúcuta Alianza Medellín Nacional Envigado Águilas Boyacá Chicó Patriotas Caldas Millonarios Santa Fe La Equidad Tolima Cortuluá Cali Huila Pasto \| |
| Junior Uniautónoma Jaguares Cúcuta Alianza Medellín Nacional Envigado Águilas Boyacá Chicó Patriotas Caldas Millonarios Santa Fe La Equidad Tolima Cortuluá Cali Huila Pasto |   |                                                                              | \| Junior Uniautónoma Jaguares Cúcuta Alianza Medellín Nacional Envigado Águilas Boyacá Chicó Patriotas Caldas Millonarios Santa Fe La Equidad Tolima Cortuluá Cali Huila Pasto \| |

### Cambio de entrenadores
| Club              | Entrenador saliente   | Fecha de salida  | Reemplazado por   | Fecha de llegada |
| ----------------- | --------------------- | ---------------- | ----------------- | ---------------- |
| Once Caldas       | Francisco Cortés      | 30 de marzo      | Javier Torrente   | 24 de mayo       |
| Santa Fe          | Gustavo Costas        | 27 de mayo       | Gerardo Pelusso   | 30 de mayo       |
| Atlético Nacional | Juan Carlos Osorio    | 3 de mayo        | Reinaldo Rueda    | 2 de junio       |
| Jaguares          | Carlos Alberto Castro | 3 de agosto      | Jorge Luis Bernal | 10 de agosto     |
| Millonarios       | Ricardo Lunari        | 25 de agosto     | Rubén Israel      | 26 de agosto     |
| Cúcuta Deportivo  | Flabio Torres         | 1 de septiembre  | Carlos Quintero   | 2 de septiembre  |
| Águilas Doradas   | Oscar Quintabani      | 28 de septiembre | Néstor Otero      | 29 de septiembre |

## Todos contra todos

### Clasificación
| Pos. | Equipos                | PJ | PG | PE | PP | GF | GC | Dif. | Pts. |
| ---- | ---------------------- | -- | -- | -- | -- | -- | -- | ---- | ---- |
| 1.   | Atlético Nacional      | 20 | 14 | 3  | 3  | 33 | 7  | 26   | 45   |
| 2.   | Junior                 | 20 | 11 | 3  | 6  | 31 | 23 | 8    | 36   |
| 3.   | Deportes Tolima        | 20 | 10 | 5  | 5  | 23 | 14 | 9    | 35   |
| 4.   | Independiente Medellín | 20 | 10 | 5  | 5  | 23 | 18 | 5    | 35   |
| 5.   | Once Caldas            | 20 | 9  | 7  | 4  | 25 | 14 | 11   | 34   |
| 6.   | Alianza Petrolera      | 20 | 9  | 6  | 5  | 18 | 12 | 6    | 33   |
| 7.   | Deportivo Cali         | 20 | 9  | 5  | 6  | 30 | 28 | 2    | 32   |
| 8.   | Independiente Santa Fe | 20 | 8  | 7  | 5  | 26 | 15 | 11   | 31   |
| 9.   | Patriotas              | 20 | 9  | 4  | 7  | 24 | 19 | 5    | 31   |
| 10.  | Deportivo Pasto        | 20 | 9  | 3  | 8  | 25 | 26 | -1   | 30   |
| 11.  | Millonarios            | 20 | 7  | 7  | 6  | 20 | 16 | 4    | 28   |
| 12.  | La Equidad             | 20 | 8  | 4  | 8  | 22 | 27 | -5   | 28   |
| 13.  | Envigado F. C.         | 20 | 6  | 7  | 7  | 18 | 18 | 0    | 25   |
| 14.  | Águilas Doradas        | 20 | 5  | 9  | 6  | 17 | 16 | +1   | 24   |
| 15.  | Cortuluá               | 20 | 6  | 6  | 8  | 20 | 20 | 0    | 24   |
| 16.  | Uniautónoma            | 20 | 6  | 4  | 10 | 18 | 26 | -8   | 22   |
| 17.  | Boyacá Chicó           | 20 | 4  | 5  | 11 | 10 | 29 | -19  | 17   |
| 18.  | Atlético Huila         | 20 | 3  | 7  | 10 | 12 | 28 | -16  | 16   |
| 19.  | Cúcuta Deportivo       | 20 | 3  | 3  | 14 | 15 | 37 | -22  | 12   |
| 20.  | Jaguares               | 20 | 2  | 4  | 14 | 18 | 35 | -17  | 10   |

Fuente 1: Web oficial de Dimayor 

Fuente 2: Web Worldfootball En casa Fuera de casa
|  |                                       |
|  | Clasificados a cuartos de final.      |
|  | Eliminados.                           |
|  | Descenso a la Primera B por promedio. |

### Evolución de la clasificación
| Equipo                 | Jornada | Jornada | Jornada | Jornada | Jornada | Jornada | Jornada | Jornada | Jornada | Jornada | Jornada | Jornada | Jornada | Jornada | Jornada | Jornada | Jornada | Jornada | Jornada | Jornada |
| Equipo                 | 1       | 2       | 3       | 4       | 5       | 6       | 7       | 8       | 9       | 10      | 11      | 12      | 13      | 14      | 15      | 16      | 17      | 18      | 19      | 20      |
| ---------------------- | ------- | ------- | ------- | ------- | ------- | ------- | ------- | ------- | ------- | ------- | ------- | ------- | ------- | ------- | ------- | ------- | ------- | ------- | ------- | ------- |
| Atlético Nacional      | 4       | 5       | 2       | 2       | 1       | 1       | 1       | 3       | 2       | 3       | 2       | 2       | 2       | 1       | 1       | 1       | 1       | 1       | 1       | 1       |
| Junior                 | 7       | 4       | 8       | 12      | 8       | 8       | 10      | 7       | 6       | 7       | 6       | 5       | 3       | 2       | 3       | 3       | 2       | 3       | 4       | 2       |
| Deportes Tolima        | 13      | 18      | 20      | 19      | 15      | 18      | 18      | 15      | 11      | 8       | 10      | 12      | 13      | 12      | 5       | 6       | 3       | 2       | 5       | 3       |
| Independiente Medellín | 10      | 11      | 6       | 5       | 6       | 7       | 5       | 6       | 5       | 2       | 5       | 3       | 4       | 5       | 6       | 4       | 6       | 7       | 6       | 4       |
| Once Caldas            | 9       | 10      | 11      | 15      | 19      | 19      | 14      | 10      | 7       | 9       | 7       | 8       | 9       | 10      | 9       | 8       | 5       | 4       | 2       | 5       |
| Alianza Petrolera      | 5       | 3       | 4       | 4       | 4       | 4       | 2       | 1       | 1       | 1       | 1       | 1       | 1       | 3       | 2       | 2       | 4       | 5       | 3       | 6       |
| Deportivo Cali         | 14      | 9       | 5       | 6       | 7       | 9       | 9       | 5       | 9       | 6       | 9       | 9       | 11      | 7       | 7       | 7       | 8       | 6       | 9       | 7       |
| Santa Fe               | 1       | 1       | 1       | 1       | 3       | 3       | 4       | 2       | 3       | 4       | 3       | 4       | 6       | 6       | 4       | 5       | 7       | 8       | 7       | 8       |
| Patriotas              | 3       | 7       | 10      | 8       | 5       | 6       | 6       | 8       | 10      | 12      | 14      | 10      | 14      | 13      | 14      | 14      | 14      | 12      | 10      | 9       |
| Deportivo Pasto        | 8       | 16      | 9       | 7       | 9       | 5       | 8       | 12      | 8       | 11      | 12      | 14      | 7       | 8       | 12      | 12      | 12      | 9       | 8       | 10      |
| Millonarios            | 11      | 12      | 15      | 9       | 10      | 13      | 12      | 16      | 12      | 13      | 15      | 13      | 10      | 11      | 10      | 9       | 9       | 10      | 11      | 11      |
| La Equidad             | 20      | 19      | 13      | 18      | 12      | 11      | 13      | 9       | 13      | 10      | 8       | 6       | 5       | 4       | 8       | 10      | 10      | 13      | 13      | 12      |
| Envigado F. C.         | 15      | 8       | 12      | 17      | 14      | 14      | 15      | 13      | 15      | 14      | 11      | 11      | 12      | 14      | 11      | 11      | 11      | 12      | 12      | 13      |
| Águilas Doradas        | 16      | 13      | 16      | 10      | 11      | 10      | 11      | 14      | 16      | 15      | 13      | 15      | 15      | 15      | 15      | 15      | 15      | 15      | 15      | 14      |
| Cortuluá               | 6       | 2       | 3       | 3       | 2       | 2       | 3       | 4       | 4       | 5       | 4       | 7       | 8       | 9       | 13      | 13      | 13      | 14      | 14      | 15      |
| Uniautónoma            | 19      | 15      | 18      | 20      | 20      | 20      | 20      | 20      | 18      | 17      | 17      | 16      | 16      | 17      | 17      | 16      | 16      | 16      | 16      | 16      |
| Boyacá Chicó           | 12      | 17      | 19      | 16      | 18      | 17      | 19      | 19      | 19      | 19      | 19      | 19      | 18      | 20      | 20      | 17      | 17      | 18      | 17      | 17      |
| Atlético Huila         | 17      | 14      | 17      | 13      | 16      | 12      | 7       | 11      | 14      | 16      | 16      | 17      | 17      | 16      | 16      | 18      | 18      | 17      | 18      | 18      |
| Cúcuta Deportivo       | 18      | 20      | 14      | 14      | 17      | 16      | 17      | 18      | 20      | 20      | 20      | 20      | 19      | 19      | 19      | 19      | 19      | 19      | 19      | 19      |
| Jaguares               | 2       | 6       | 7       | 11      | 13      | 15      | 16      | 17      | 17      | 18      | 18      | 18      | 20      | 20      | 20      | 20      | 20      | 20      | 20      | 20      |

### Resultados
- La hora de cada encuentro corresponde al huso horario que rige a Colombia (UTC-5)

Nota: Los horarios y partidos de televisión se definen la semana previa a cada jornada. El canal Win Sports es el medio de difusión por televisión autorizado por la Dimayor para la transmisión por cable de ocho partidos por fecha.
| Alianza Petrolera      | 2 : 0 | Uniautónoma       | Daniel Villa Zapata            | 10 de julio   | 19:45 | Win Sports |
| Envigado F. C.         | 1 : 2 | Cortuluá          | Polideportivo Sur              | 11 de julio   | 15:15 | Win Sports |
| Junior                 | 2 : 0 | Cúcuta Deportivo  | Metropolitano Roberto Meléndez | 11 de julio   | 17:30 | Win Sports |
| Independiente Medellín | 0 : 0 | Once Caldas       | Atanasio Girardot              | 11 de julio   | 19:45 | Win Sports |
| Atlético Huila         | 0 : 2 | Patriotas         | Centenario                     | 12 de julio   | 13:00 | Win Sports |
| Águilas Doradas        | 0 : 2 | Atlético Nacional | Atanasio Girardot              | 12 de julio   | 15:30 | Win Sports |
| Santa Fe               | 4 : 0 | La Equidad        | Nemesio Camacho El Campín      | 12 de julio   | 17:00 | RCN        |
| Deportivo Pasto        | 0 : 0 | Millonarios       | Departamental Libertad         | 12 de julio   | 18:00 | Win Sports |
| Deportivo Cali         | 0 : 3 | Jaguares          | Deportivo Cali                 | 12 de julio   | 20:00 | Win Sports |
| Boyacá Chicó           | 0 : 0 | Deportes Tolima   | La Independencia               | 11 de octubre | 19:00 | Win Sports |

| La Equidad        | 1 : 2 | Deportivo Cali         | Metropolitano de Techo         | 18 de julio | 14:00 | Win Sports |
| Uniautónoma       | 0 : 0 | Águilas Doradas        | Metropolitano Roberto Meléndez | 18 de julio | 16:00 | Win Sports |
| Atlético Nacional | 0 : 0 | Independiente Medellín | Atanasio Girardot              | 18 de julio | 18:00 | Win Sports |
| Cortuluá          | 5 : 1 | Deportivo Pasto        | Doce de Octubre                | 18 de julio | 20:00 | Win Sports |
| Deportes Tolima   | 0 : 2 | Envigado F. C.         | Metropolitano de Techo         | 19 de julio | 14:00 | Win Sports |
| Jaguares          | 1 : 1 | Atlético Huila         | Municipal de Montería          | 19 de julio | 16:00 | Win Sports |
| Once Caldas       | 1 : 1 | Junior                 | Palogrande                     | 19 de julio | 17:00 | RCN        |
| Alianza Petrolera | 1 : 0 | Boyacá Chicó           | Daniel Villa Zapata            | 19 de julio | 18:00 | Win Sports |
| Santa Fe          | 5 : 0 | Cúcuta Deportivo       | El Campín                      | 19 de julio | 20:00 | Win Sports |
| Patriotas         | 2 : 3 | Millonarios            | Metropolitano de Techo         | 6 de agosto | 19:45 | Win Sports |

| Deportivo Cali         | 5 : 1 | Uniautónoma       | Deportivo Cali                 | 23 de julio | 19:45 | Win Sports |
| Envigado F. C.         | 0 : 2 | La Equidad        | Polideportivo Sur              | 24 de julio | 20:00 | Win Sports |
| Deportivo Pasto        | 2 : 0 | Jaguares          | Departamental Libertad         | 25 de julio | 14:00 | Win Sports |
| Boyacá Chicó           | 0 : 1 | Santa Fe          | Metropolitano de Techo         | 25 de julio | 16:00 | Win Sports |
| Atlético Huila         | 0 : 2 | Atlético Nacional | Centenario                     | 25 de julio | 18:00 | Win Sports |
| Independiente Medellín | 1 : 0 | Deportes Tolima   | Atanasio Girardot              | 25 de julio | 20:00 | Win Sports |
| Águilas Doradas        | 0 : 0 | Alianza Petrolera | Alberto grisales               | 26 de julio | 15:15 | Win Sports |
| Millonarios            | 0 : 0 | Once Caldas       | Nemesio Camacho El Campín      | 26 de julio | 17:00 | RCN        |
| Junior                 | 1 : 2 | Cortuluá          | Metropolitano Roberto Meléndez | 26 de julio | 17:30 | Win Sports |
| Cúcuta Deportivo       | 1 : 0 | Patriotas         | General Santander              | 26 de julio | 19:00 | Win Sports |

| Cúcuta Deportivo  | 1 : 1 | Millonarios            | General Santander              | 31 de julio | 20:00 | Win Sports |
| Atlético Huila    | 1 : 0 | Cortuluá               | Centenario                     | 1 de agosto | 14:00 | Win Sports |
| Águilas Doradas   | 2 : 1 | La Equidad             | Alberto Grisales               | 1 de agosto | 16:00 | Win Sports |
| Uniautónoma       | 0 : 1 | Boyacá Chicó           | Metropolitano Roberto Meléndez | 1 de agosto | 18:00 | Win Sports |
| Santa Fe          | 1 : 1 | Alianza Petrolera      | Nemesio Camacho El Campín      | 1 de agosto | 20:00 | Win Sports |
| Deportivo Pasto   | 2 : 1 | Once Caldas            | Departamental Libertad         | 2 de agosto | 14:00 | Win Sports |
| Jaguares          | 1 : 2 | Independiente Medellín | Municipal de Montería          | 2 de agosto | 16:00 | Win Sports |
| Atlético Nacional | 1 : 0 | Envigado F. C.         | Atanasio Girardot              | 2 de agosto | 17:00 | RCN        |
| Deportivo Cali    | 1 : 1 | Deportes Tolima        | Deportivo Cali                 | 2 de agosto | 18:00 | Win Sports |
| Patriotas         | 1 : 0 | Junior                 | Metropolitano de Techo         | 2 de agosto | 20:00 | Win Sports |

| Atlético Nacional | 4 : 0 | Deportivo Pasto        | Atanasio Girardot              | 5 de agosto      | 19:45 | Win Sports |
| La Equidad        | 2 : 0 | Independiente Medellín | Metropolitano de Techo         | 7 de agosto      | 20:00 | Win Sports |
| Jaguares          | 0 : 1 | Junior                 | Municipal de Montería          | 8 de agosto      | 15:15 | Win Sports |
| Deportes Tolima   | 2 : 1 | Atlético Huila         | Metropolitano de Techo         | 8 de agosto      | 17:30 | Win Sports |
| Santa Fe          | 0 : 0 | Águilas Doradas        | Nemesio Camacho El Campín      | 8 de agosto      | 19:45 | Win Sports |
| Uniautónoma       | 0 : 0 | Envigado F. C.         | Metropolitano Roberto Meléndez | 9 de agosto      | 15:15 | Win Sports |
| Cortuluá          | 2 : 0 | Millonarios            | Doce de Octubre                | 9 de agosto      | 17:00 | RCN        |
| Once Caldas       | 1 : 3 | Patriotas              | Palogrande                     | 9 de agosto      | 17:30 | Win Sports |
| Alianza Petrolera | 3 : 2 | Deportivo Cali         | Daniel Villa Zapata            | 9 de agosto      | 19:30 | Win Sports |
| Boyacá Chicó      | 3 : 2 | Cúcuta Deportivo       | La Independencia               | 23 de septiembre | 18:00 | Win Sports |

| Envigado F. C.         | 0 : 0 | Boyacá Chicó      | Polideportivo Sur              | 14 de agosto  | 15:15 | Win Sports |
| Independiente Medellín | 1 : 1 | Santa Fe          | Atanasio Girardot              | 15 de agosto  | 15:15 | Win Sports |
| Atlético Huila         | 1 : 0 | Alianza Petrolera | Centenario                     | 15 de agosto  | 17:30 | Win Sports |
| Junior                 | 1 : 1 | La Equidad        | Metropolitano Roberto Meléndez | 15 de agosto  | 19:45 | Win Sports |
| Deportivo Pasto        | 3 : 0 | Uniautónoma       | Departamental Libertad         | 16 de agosto  | 15:15 | Win Sports |
| Deportivo Cali         | 0 : 0 | Águilas Doradas   | Deportivo Cali                 | 16 de agosto  | 17:00 | RCN        |
| Cúcuta Deportivo       | 0 : 0 | Cortuluá          | General Santander              | 16 de agosto  | 17:00 | Win Sports |
| Once Caldas            | 1 : 1 | Jaguares          | Palogrande                     | 16 de agosto  | 19:30 | Win Sports |
| Millonarios            | 1 : 0 | Deportes Tolima   | Nemesio Camacho El Campín      | 7 de octubre  | 20:00 | Win Sports |
| Patriotas              | 0 : 1 | Atlético Nacional | La Independencia               | 22 de octubre | 19:45 | Win Sports |

| Alianza Petrolera      | 1 : 0 | Jaguares          | Daniel Villa Zapata            | 19 de agosto    | 18:00 | Win Sports Alterno |
| Uniautónoma            | 1 : 1 | Atlético Nacional | Metropolitano Roberto Meléndez | 19 de agosto    | 18:00 | Win Sports         |
| Millonarios            | 1 : 1 | Deportivo Cali    | Nemesio Camacho El Campín      | 19 de agosto    | 20:00 | Win Sports         |
| Cúcuta Deportivo       | 0 : 1 | Atlético Huila    | General Santander              | 20 de agosto    | 18:00 | Win Sports         |
| Independiente Medellín | 1 : 0 | Deportivo Pasto   | Atanasio Girardot              | 20 de agosto    | 20:00 | Win Sports         |
| Boyacá Chicó           | 0 : 1 | Once Caldas       | Metropolitano de Techo         | 20 de agosto    | 20:00 | Win Sports Alterno |
| Águilas Doradas        | 1 : 1 | Patriotas         | Alberto Grisales               | 2 de septiembre | 18:00 | Win Sports         |
| Envigado F. C.         | 0 : 1 | Junior            | Polideportivo Sur              | 10 de octubre   | 20:00 | Win Sports         |
| Cortuluá               | 1 : 2 | Santa Fe          | Doce de Octubre                | 11 de octubre   | 17:00 | Win Sports         |
| La Equidad             | 0 : 2 | Deportes Tolima   | Metropolitano de Techo         | 14 de octubre   | 18:00 | Win Sports         |

| Jaguares          | 0 : 0 | Cortuluá               | Municipal de Montería     | 22 de agosto  | 15:15 | Win Sports         |
| Uniautónoma       | 2 : 3 | Junior                 | Metropolitano             | 22 de agosto  | 17:30 | Win Sports         |
| La Equidad        | 2 : 1 | Millonarios            | Metropolitano de Techo    | 22 de agosto  | 19:45 | Win Sports         |
| Deportes Tolima   | 1 : 0 | Patriotas              | Metropolitano de Techo    | 23 de agosto  | 14:00 | Win Sports         |
| Águilas Doradas   | 1 : 2 | Envigado F. C.         | Alberto Grisales          | 23 de agosto  | 16:00 | Win Sports Alterno |
| Alianza Petrolera | 1 : 0 | Deportivo Pasto        | Daniel Villa Zapata       | 23 de agosto  | 16:00 | Win Sports         |
| Santa Fe          | 2 : 1 | Atlético Huila         | Nemesio Camacho El Campín | 23 de agosto  | 17:00 | RCN                |
| Atlético Nacional | 1 : 2 | Once Caldas            | Atanasio Girardot         | 23 de agosto  | 18:00 | Win Sports         |
| Deportivo Cali    | 2 : 0 | Cúcuta Deportivo       | Deportivo Cali            | 23 de agosto  | 20:00 | Win Sports         |
| Boyacá Chicó      | 0 : 1 | Independiente Medellín | La Independencia          | 14 de octubre | 20:00 | Win Sports         |

| Patriotas         | 0 : 0 | Boyacá Chicó           | Metropolitano de Techo         | 28 de agosto | 20:00 | Win Sports |
| Atlético Huila    | 0 : 2 | Independiente Medellín | Centenario                     | 29 de agosto | 16:00 | Win Sports |
| Cortuluá          | 0 : 0 | Alianza Petrolera      | Doce de Octubre                | 29 de agosto | 18:00 | Win Sports |
| Atlético Nacional | 2 : 0 | La Equidad             | Atanasio Girardot              | 29 de agosto | 19:45 | Win Sports |
| Deportes Tolima   | 3 : 0 | Cúcuta Deportivo       | Metropolitano de Techo         | 30 de agosto | 14:00 | Win Sports |
| Jaguares          | 1 : 2 | Uniautónoma            | Municipal de Montería          | 30 de agosto | 16:00 | Win Sports |
| Once Caldas       | 1 : 0 | Santa Fe               | Palogrande                     | 30 de agosto | 17:00 | RCN        |
| Junior            | 3 : 1 | Deportivo Cali         | Metropolitano Roberto Meléndez | 30 de agosto | 18:00 | Win Sports |
| Millonarios       | 2 : 0 | Águilas Doradas        | Nemesio Camacho El Campín      | 30 de agosto | 20:00 | Win Sports |
| Deportivo Pasto   | 2 : 0 | Envigado F. C.         | Departamental Libertad         | 31 de agosto | 20:00 | Win Sports |

| Deportivo Pasto        | 1 : 2 | La Equidad        | Departamental Libertad | 4 de septiembre  | 20:00 | Win Sports |
| Envigado F. C.         | 1 : 0 | Jaguares          | Polideportivo sur      | 5 de septiembre  | 14:00 | Win Sports |
| Junior                 | 0 : 2 | Uniautónoma       | Metropolitano          | 5 de septiembre  | 18:00 | Win Sports |
| Independiente Medellín | 1 : 0 | Atlético Nacional | Atanasio Girardot      | 5 de septiembre  | 20:00 | Win Sports |
| Águilas Doradas        | 2 : 1 | Once Caldas       | Alberto Grisales       | 6 de septiembre  | 14:00 | Win Sports |
| Atlético Huila         | 1 : 3 | Deportes Tolima   | Luis Antonio Duque     | 6 de septiembre  | 16:00 | Win Sports |
| Santa Fe               | 1 : 1 | Millonarios       | El Campín              | 6 de septiembre  | 17:00 | RCN        |
| Cúcuta Deportivo       | 1 : 2 | Alianza Petrolera | General Santander      | 6 de septiembre  | 18:00 | Win Sports |
| Deportivo Cali         | 1 : 0 | Cortuluá          | Deportivo Cali         | 6 de septiembre  | 20:00 | Win Sports |
| Boyacá Chicó           | 0 : 1 | Patriotas         | La Independencia       | 16 de septiembre | 20:00 | Win Sports |

| Deportes Tolima   | 1 : 1 | Águilas Doradas        | Metropolitano de Techo         | 9 de septiembre  | 16:00 | Win Sports         |
| Uniautónoma       | 0 : 1 | Santa Fe               | Metropolitano Roberto Meléndez | 9 de septiembre  | 18:00 | Win Sports Alterno |
| Cortuluá          | 3 : 1 | Independiente Medellín | Doce de Octubre                | 9 de septiembre  | 18:00 | Win Sports         |
| Alianza Petrolera | 1 : 0 | Cúcuta Deportivo       | Daniel Villa Zapata            | 9 de septiembre  | 20:00 | Win Sports Alterno |
| Millonarios       | 1 : 2 | Junior                 | Nemesio Camacho El Campín      | 9 de septiembre  | 20:00 | Win Sports         |
| Jaguares          | 1 : 3 | Envigado F. C.         | Municipal de Montería          | 10 de septiembre | 16:00 | Win Sports         |
| La Equidad        | 1 : 0 | Boyacá Chicó           | Metropolitano de Techo         | 10 de septiembre | 18:00 | Win Sports Alterno |
| Once Caldas       | 4 : 0 | Atlético Huila         | Palogrande                     | 10 de septiembre | 18:00 | Win Sports         |
| Atlético Nacional | 3 : 0 | Deportivo Cali         | Atanasio Girardot              | 10 de septiembre | 20:00 | Win Sports         |
| Patriotas         | 1 : 3 | Deportivo Pasto        | La Independencia               | 24 de septiembre | 19:45 | Win Sports         |

| Santa Fe               | 0 : 0 | Patriotas         | Nemesio Camacho El Campín      | 12 de septiembre | 14:00 | Win Sports |
| Águilas Doradas        | 0 : 2 | Junior            | Alberto Grisales               | 12 de septiembre | 16:00 | Win Sports |
| Uniautónoma            | 1 : 0 | Cortuluá          | Metropolitano Roberto Meléndez | 12 de septiembre | 18:00 | Win Sports |
| Independiente Medellín | 4 : 1 | Cúcuta Deportivo  | Atanasio Girardot              | 12 de septiembre | 20:00 | Win Sports |
| La Equidad             | 4 : 3 | Jaguares          | Metropolitano De Techo         | 13 de septiembre | 14:00 | Win Sports |
| Alianza Petrolera      | 0 : 0 | Once Caldas       | Daniel Villa Zapata            | 13 de septiembre | 16:00 | Win Sports |
| Deportivo Cali         | 2 : 2 | Deportivo Pasto   | Deportivo Cali                 | 13 de septiembre | 17:00 | RCN        |
| Envigado F. C.         | 0 : 0 | Atlético Huila    | Polideportivo Sur              | 13 de septiembre | 18:00 | Win Sports |
| Boyacá Chicó           | 0 : 3 | Millonarios       | La Independencia               | 13 de septiembre | 20:00 | Win Sports |
| Deportes Tolima        | 0 : 1 | Atlético Nacional | Nemecio Camacho El Campín      | 14 de septiembre | 20:00 | Win Sports |

| Envigado F. C.         | 1 : 1 | Deportivo Cali    | Polideportivo Sur              | 18 de septiembre | 20:00 | Win Sports |
| Patriotas              | 1 : 2 | La Equidad        | La Independencia               | 19 de septiembre | 14:00 | Win Sports |
| Atlético Huila         | 0 : 0 | Boyacá Chicó      | Luis Antonio Duque             | 19 de septiembre | 16:00 | Win Sports |
| Deportivo Pasto        | 3 : 1 | Santa Fe          | Departamental Libertad         | 19 de septiembre | 18:00 | Win Sports |
| Independiente Medellín | 0 : 0 | Águilas Doradas   | Atanasio Girardot              | 19 de septiembre | 20:00 | Win Sports |
| Once Caldas            | 0 : 0 | Deportes Tolima   | Palogrande                     | 20 de septiembre | 14:00 | Win Sports |
| Cúcuta Deportivo       | 4 : 0 | Jaguares          | General Santander              | 20 de septiembre | 16:00 | Win Sports |
| Millonarios            | 2 : 0 | Uniautónoma       | Nemesio Camacho El Campín      | 20 de septiembre | 17:00 | RCN        |
| Junior                 | 2 : 1 | Alianza Petrolera | Metropolitano Roberto Meléndez | 20 de septiembre | 18:00 | Win Sports |
| Cortuluá               | 0 : 0 | Atlético Nacional | Doce de Octubre                | 20 de septiembre | 20:00 | Win Sports |

| La Equidad        | 0 : 0 | Alianza Petrolera      | Metropolitano de Techo         | 25 de septiembre | 20:00 | Win Sports |
| Once Caldas       | 1 : 1 | Envigado F. C.         | Palogrande                     | 26 de septiembre | 14:00 | Win Sports |
| Cortuluá          | 1 : 2 | Deportivo Cali         | Doce de octubre                | 26 de septiembre | 16:00 | Win Sports |
| Cúcuta Deportivo  | 2 : 1 | Uniautónoma            | General Santander              | 26 de septiembre | 18:00 | Win Sports |
| Deportes Tolima   | 1 : 0 | Santa Fe               | Metropolitano de Techo         | 26 de septiembre | 20:00 | Win Sports |
| Millonarios       | 0 : 0 | Atlético Huila         | Nemesio Camacho El Campín      | 27 de septiembre | 14:00 | Win Sports |
| Jaguares          | 2 : 1 | Águilas Doradas        | Municipal de Montería          | 27 de septiembre | 16:00 | Win Sports |
| Atlético Nacional | 6 : 1 | Boyacá Chicó           | Atanasio Girardot              | 27 de septiembre | 17:00 | RCN        |
| Junior            | 2 : 0 | Deportivo Pasto        | Metropolitano Roberto Meléndez | 27 de septiembre | 18:00 | Win Sports |
| Patriotas         | 3 : 1 | Independiente Medellín | La Independencia               | 27 de septiembre | 20:00 | Win Sports |

| La Equidad        | 1 : 2 | Once Caldas            | Metropolitano de Techo         | 2 de octubre  | 20:00 | Win Sports |
| Deportes Tolima   | 2 : 0 | Cortuluá               | Metropolitano de Techo         | 3 de octubre  | 14:00 | Win Sports |
| Deportivo Cali    | 4 : 2 | Independiente Medellín | Deportivo Cali                 | 3 de octubre  | 16:00 | Win Sports |
| Santa Fe          | 3 : 0 | Junior                 | Nemesio Camacho El Campín      | 3 de octubre  | 18:00 | Win Sports |
| Atlético Nacional | 1 : 0 | Jaguares               | Atanasio Girardot              | 3 de octubre  | 20:00 | Win Sports |
| Águilas Doradas   | 3 : 0 | Atlético Huila         | Alberto grisales               | 4 de octubre  | 15:15 | Win Sports |
| Alianza Petrolera | 1 : 0 | Millonarios            | Daniel Villa Zapata            | 4 de octubre  | 17:00 | RCN        |
| Boyacá Chicó      | 1 : 0 | Deportivo Pasto        | La Independencia               | 4 de octubre  | 17:30 | Win Sports |
| Envigado F. C.    | 4 : 1 | Cúcuta Deportivo       | Polideportivo Sur              | 4 de octubre  | 19:45 | Win Sports |
| Uniautónoma       | 2 : 1 | Patriotas              | Metropolitano Roberto Meléndez | 10 de octubre | 18:00 | Win Sports |

| Patriotas              | 2 : 2 | Cortuluá          | La Independencia               | 16 de octubre | 20:00 | Win Sports |
| Águilas Doradas        | 1 : 1 | Boyacá Chicó      | Alberto Grisales               | 17 de octubre | 14:00 | Win Sports |
| Atlético Huila         | 1 : 1 | La Equidad        | Luis Alberto Duque             | 17 de octubre | 16:00 | Win Sports |
| Millonarios            | 3 : 1 | Jaguares          | Nemesio Camacho El Campín      | 17 de octubre | 18:00 | Win Sports |
| Junior                 | 0 : 4 | Atlético Nacional | Metropolitano Roberto Meléndez | 17 de octubre | 20:00 | Win Sports |
| Envigado F. C.         | 2 : 1 | Alianza Petrolera | Polideportivo Sur              | 18 de octubre | 14:00 | Win Sports |
| Independiente Medellín | 1 : 0 | Uniautónoma       | Atanasio Girardot              | 18 de octubre | 16:00 | Win Sports |
| Deportivo Cali         | 1 : 0 | Santa Fe          | Deportivo Cali                 | 18 de octubre | 17:00 | RCN        |
| Once Caldas            | 1 : 0 | Cúcuta Deportivo  | Palogrande                     | 18 de octubre | 18:00 | Win Sports |
| Deportivo Pasto        | 0 : 0 | Deportes Tolima   | Departamental Libertad         | 18 de octubre | 20:00 | Win Sports |

| Patriotas         | 2 : 1 | Deportivo Cali         | La Independencia               | 27 de octubre   | 18:00 | Win Sports         |
| Cortuluá          | 2 : 1 | Boyacá Chicó           | Doce de Octubre                | 27 de octubre   | 20:00 | Win Sports Alterno |
| Millonarios       | 0 : 0 | Envigado F. C.         | Nemesio Camacho El Campín      | 27 de octubre   | 20:00 | Win Sports         |
| Deportes Tolima   | 3 : 2 | Uniautónoma            | Manuel Murillo Toro            | 28 de octubre   | 18:00 | Win Sports         |
| Atlético Nacional | 1 : 0 | Alianza Petrolera      | Atanasio Girardot              | 28 de octubre   | 20:00 | Win Sports         |
| Once Caldas       | 1 : 0 | Águilas Doradas        | Palogrande                     | 28 de octubre   | 20:00 | Win Sports Alterno |
| Cúcuta Deportivo  | 1 : 1 | La Equidad             | General Santander              | 29 de octubre   | 16:00 | Win Sports         |
| Deportivo Pasto   | 3 : 2 | Atlético Huila         | Departamental Libertad         | 29 de octubre   | 18:00 | Win Sports         |
| Junior            | 2 : 0 | Independiente Medellín | Metropolitano Roberto Meléndez | 29 de octubre   | 20:00 | Win Sports         |
| Jaguares          | 2 : 2 | Santa Fe               | Municipal de Montería          | 15 de noviembre | 15:15 | Win Sports         |

| Jaguares          | 0 : 2 | Patriotas              | Municipal de Montería          | 31 de octubre  | 15:15 | Win Sports |
| Cortuluá          | 0 : 3 | Once Caldas            | Doce de Octubre                | 31 de octubre  | 17:30 | Win Sports |
| Atlético Nacional | 1 : 0 | Millonarios            | Atanasio Girardot              | 31 de octubre  | 19:45 | Win Sports |
| Águilas Doradas   | 2 : 0 | Cúcuta Deportivo       | Alberto Grisales               | 1 de noviembre | 14:00 | Win Sports |
| Uniautónoma       | 0 : 0 | Atlético Huila         | Metropolitano Roberto Meléndez | 1 de noviembre | 16:00 | Win Sports |
| Santa Fe          | 1 : 1 | Envigado F. C.         | Nemesio Camacho El Campín      | 1 de noviembre | 17:00 | RCN        |
| Deportes Tolima   | 2 : 0 | Junior                 | Metropolitano de Techo         | 1 de noviembre | 18:00 | Win Sports |
| Boyacá Chicó      | 0 : 2 | Deportivo Cali         | La Independencia               | 1 de noviembre | 20:00 | Win Sports |
| La Equidad        | 0 : 1 | Deportivo Pasto        | Metropolitano de Techo         | 2 de noviembre | 14:00 | Win Sports |
| Alianza Petrolera | 1 : 1 | Independiente Medellín | Daniel Villa Zapata            | 2 de noviembre | 18:00 | Win Sports |

| Deportivo Cali         | 1 : 4 | Once Caldas       | Deportivo Cali                 | 6 de noviembre | 19:45 | Win Sports |
| Atlético Huila         | 2 : 2 | Junior            | Centenario                     | 7 de noviembre | 14:00 | Win Sports |
| Independiente Medellín | 2 : 0 | Millonarios       | Atanasio Girardot              | 7 de noviembre | 16:00 | Win Sports |
| Santa Fe               | 1 : 0 | Atlético Nacional | Nemesio Camacho El Campín      | 7 de noviembre | 17:00 | RCN        |
| Cúcuta Deportivo       | 0 : 2 | Deportivo Pasto   | General Santander              | 7 de noviembre | 18:00 | Win Sports |
| Alianza Petrolera      | 2 : 0 | Deportes Tolima   | Daniel Villa Zapata            | 7 de noviembre | 20:00 | Win Sports |
| Envigado F. C.         | 0 : 1 | Patriotas         | Polideportivo Sur              | 8 de noviembre | 14:00 | Win Sports |
| Cortuluá               | 0 : 0 | Águilas Doradas   | Doce de Octubre                | 8 de noviembre | 16:00 | Win Sports |
| Uniautónoma            | 3 : 0 | La Equidad        | Metropolitano Roberto Meléndez | 8 de noviembre | 18:00 | Win Sports |
| Boyacá Chicó           | 2 : 1 | Jaguares          | La Independencia               | 8 de noviembre | 20:00 | Win Sports |

| La Equidad             | 1 : 0 | Cortuluá          | Metropolitano de Techo         | 21 de noviembre | 17:30 | Win Sports         |
| Cúcuta Deportivo       | 1 : 2 | Atlético Nacional | General Santander              | 21 de noviembre | 19:45 | Win Sports         |
| Jaguares               | 1 : 2 | Deportes Tolima   | Jaime Morón León               | 22 de noviembre | 17:00 | WinSports.co       |
| Once Caldas            | 0 : 1 | Uniautónoma       | Palogrande                     | 22 de noviembre | 17:00 | Win Sports Online  |
| Patriotas              | 1 : 0 | Alianza Petrolera | La Independencia               | 22 de noviembre | 17:00 | Win Sports Online  |
| Millonarios            | 1 : 0 | Santa Fe          | Nemesio Camacho El Campín      | 22 de noviembre | 17:00 | RCN                |
| Junior                 | 6 : 0 | Boyacá Chicó      | Metropolitano Roberto Meléndez | 22 de noviembre | 17:00 | Win Sports Online  |
| Deportivo Pasto        | 0 : 3 | Águilas Doradas   | Departamental Libertad         | 22 de noviembre | 17:00 | Win Sports Online  |
| Atlético Huila         | 0 : 1 | Deportivo Cali    | Centenario                     | 22 de noviembre | 17:00 | Win Sports Alterno |
| Independiente Medellín | 2 : 0 | Envigado F. C.    | Atanasio Girardot              | 22 de noviembre | 17:00 | Win Sports         |

## Fase final
Para la segunda fase del torneo, los cuartos de final, clasificaron los mejores ocho ubicados en la tabla del Todos contra todos. Estos ocho equipos se dividirán en cuatro llaves: llave A, B, C y D, los ubicados del primer (1°) al cuarto (4°) puesto fueron ubicados respectivamente en dichas llaves, con la ventaja de que el juego de vuelta lo disputarán en condición de local. Los rivales de estos cuatro equipos saldrán de los ubicados del quinto (5°) al octavo (8°) puesto, los cuales sortearán su ubicación en las llaves A, B, C y D.

### Cuadro final
|  | Cuartos de final                  | Cuartos de final                  | Cuartos de final                  |   |                   | Semifinales          | Semifinales          | Semifinales          |  |  | Final                  | Final                | Final                |
|  | 28 de noviembre al 6 de diciembre | 28 de noviembre al 6 de diciembre | 28 de noviembre al 6 de diciembre |   |                   | 10 y 13 de diciembre | 10 y 13 de diciembre | 10 y 13 de diciembre |  |  | 16 y 20 de diciembre   | 16 y 20 de diciembre | 16 y 20 de diciembre |
|  |                                   |                                   |                                   |   |                   |                      |                      |                      |  |  |                        |                      |                      |
|  | Atlético Nacional                 | 0                                 | 3                                 |   |                   |                      |                      |                      |  |  |                        |                      |                      |
|  | Deportivo Cali                    | 0                                 | 1                                 |   |                   |                      |                      |                      |  |  |                        |                      |                      |
|  | Deportivo Cali                    | 0                                 | 1                                 |   | Atlético Nacional | 0                    | 2                    |                      |  |  |                        |                      |                      |
|  |                                   |                                   |                                   |   | Atlético Nacional | 0                    | 2                    |                      |  |  |                        |                      |                      |
|  |                                   | Independiente Medellín            | 1                                 | 0 |                   |                      |                      |                      |  |  |                        |                      |                      |
|  | Independiente Medellín            | Independiente Medellín            | 1                                 | 0 | 2                 | 4                    |                      |                      |  |  |                        |                      |                      |
|  | Independiente Medellín            |                                   |                                   |   | 2                 | 4                    |                      |                      |  |  |                        |                      |                      |
|  | Alianza Petrolera                 | 0                                 | 0                                 |   |                   |                      |                      |                      |  |  |                        |                      |                      |
|  |                                   |                                   |                                   |   |                   |                      |                      |                      |  |  | Atlético Nacional (p.) | 1                    | 1 (3)                |
|  |                                   |                                   | Junior                            | 2 | 0 (2)             |                      |                      |                      |  |  |                        |                      |                      |
|  | Junior                            | 1                                 | 3                                 |   |                   |                      |                      |                      |  |  |                        |                      |                      |
|  | Santa Fe                          | 2                                 | 1                                 |   |                   |                      |                      |                      |  |  |                        |                      |                      |
|  | Santa Fe                          | 2                                 | 1                                 |   | Junior            | 1                    | 1                    |                      |  |  |                        |                      |                      |
|  |                                   |                                   |                                   |   | Junior            | 1                    | 1                    |                      |  |  |                        |                      |                      |
|  |                                   | Deportes Tolima                   | 0                                 | 0 |                   |                      |                      |                      |  |  |                        |                      |                      |
|  | Deportes Tolima                   | Deportes Tolima                   | 0                                 | 0 | 0                 | 3                    |                      |                      |  |  |                        |                      |                      |
|  | Deportes Tolima                   |                                   |                                   |   | 0                 | 3                    |                      |                      |  |  |                        |                      |                      |
|  | Once Caldas                       | 1                                 | 1                                 |   |                   |                      |                      |                      |  |  |                        |                      |                      |

- Nota : El equipo ubicado en la primera línea de cada llave es el que ejerce la localía en el partido de vuelta.
- En adelante, la hora de cada encuentro corresponde a la hora legal de Colombia (UTC-5)

### Cuartos de final
| 29 de noviembre de 2015, 17:00 | Deportivo Cali | 0:0     | Atlético Nacional | Estadio Deportivo Cali, Palmira                              |                                                              |
|                                |                | Reporte |                   | Asistencia: 26 968 espectadores Árbitro(s): Wilson Lamouroux | Asistencia: 26 968 espectadores Árbitro(s): Wilson Lamouroux |

| 5 de diciembre de 2015, 20:00 | Atlético Nacional                     | 3:1 (2:1) | Deportivo Cali | Estadio Atanasio Girardot, Medellín                           |                                                               |
|                               | Murillo 25' · García 29' · Moreno 64' |           | Pérez 15'      | Asistencia: 44 059 espectadores Árbitro(s): Hernando Buitrago | Asistencia: 44 059 espectadores Árbitro(s): Hernando Buitrago |

| 29 de noviembre de 2015, 19:30 | Alianza Petrolera | 0:2 (0:2) | Independiente Medellín | Estadio Daniel Villa, Barrancabermeja                  |                                                        |
|                                |                   | Reporte   | Caicedo 15' 42'        | Asistencia: 6000 espectadores Árbitro(s): Andrés Rojas | Asistencia: 6000 espectadores Árbitro(s): Andrés Rojas |

| 6 de diciembre de 2015, 19:30 | Independiente Medellín                              | 4:0 (1:0) | Alianza Petrolera | Estadio Atanasio Girardot, Medellín                     |                                                         |
|                               | Henández 6' · Burbano 54' · Hechalar 78' (pen.) 88' | Reporte   |                   | Asistencia: 36 878 espectadores Árbitro(s): Juan Ponton | Asistencia: 36 878 espectadores Árbitro(s): Juan Ponton |

| 28 de noviembre de 2015, 19:45 | Santa Fe                 | 2:1 (1:1) | Junior    | Estadio El Campín, Bogotá                                |                                                          |
|                                | Arrechea 23' · Borja 59' | Reporte   | Ovelar 7' | Asistencia: 13 810 espectadores Árbitro(s): Luis Sánchez | Asistencia: 13 810 espectadores Árbitro(s): Luis Sánchez |

| 6 de diciembre de 2015, 17:00 | Junior                              | 3:1 (2:1) | Santa Fe    | Estadio Metropolitano, Barranquilla                       |                                                           |
|                               | Toloza 21' · Ovelar 25' · Célis 88' |           | Miranda 16' | Asistencia: 22 071 espectadores Árbitro(s): Nicolas Gallo | Asistencia: 22 071 espectadores Árbitro(s): Nicolas Gallo |

| 28 de noviembre de 2015, 17:30 | Once Caldas | 1:0 (1:0) | Deportes Tolima | Estadio Palogrande, Manizales                          |                                                        |
|                                | Henao 6'    | Reporte   |                 | Asistencia: 7000 espectadores Árbitro(s): Ímer Machado | Asistencia: 7000 espectadores Árbitro(s): Ímer Machado |

| 5 de diciembre de 2015, 17:30 | Deportes Tolima                                    | 3:1 (1:1) | Once Caldas | Estadio Manuel Murillo Toro, Ibagué                        |                                                            |
|                               | Estrada 4' · Ibargüen 90+2' · Menosse 90+5' (a.g.) | Reporte   | Lopera 41'  | Asistencia: 17 000 espectadores Árbitro(s): Ulises Arrieta | Asistencia: 17 000 espectadores Árbitro(s): Ulises Arrieta |

### Semifinales
| 10 de diciembre de 2015, 20:30 | Independiente Medellín | 1:0 (0:0) | Atlético Nacional | Estadio Atanasio Girardot, Medellín                      |                                                          |
|                                | Caicedo 70'            | Reporte   |                   | Asistencia: 40 716 espectadores Árbitro(s): Adrián Vélez | Asistencia: 40 716 espectadores Árbitro(s): Adrián Vélez |

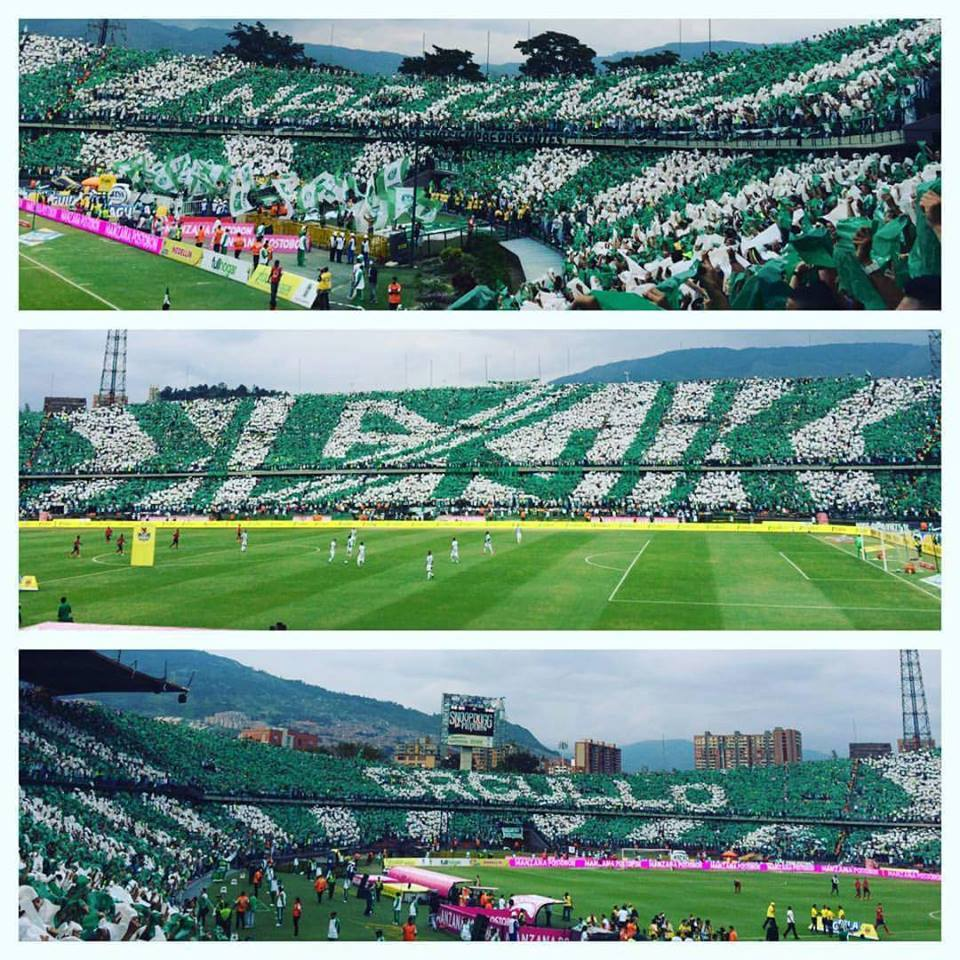
Recibimiento previo a la semifinal vuelta

| 13 de diciembre de 2015, 17:00 | Atlético Nacional    | 2:0 (2:0) | Independiente Medellín | Estadio Atanasio Girardot, Medellín                      |                                                          |
|                                | Chará 7' · Duque 21' |           |                        | Asistencia: 44 799 espectadores Árbitro(s): Luis Sánchez | Asistencia: 44 799 espectadores Árbitro(s): Luis Sánchez |

| 10 de diciembre de 2015, 18:10 | Deportes Tolima | 0:1 (0:0) | Junior     | Estadio Manuel Murillo Toro, Ibagué                         |                                                             |
|                                |                 |           | Ovelar 74' | Asistencia: 25 000 espectadores Árbitro(s): Gustavo Murillo | Asistencia: 25 000 espectadores Árbitro(s): Gustavo Murillo |

| 13 de diciembre de 2015, 19:30 | Junior     | 1:0 (0:0) | Deportes Tolima | Estadio Metropolitano, Barranquilla                      |                                                          |
|                                | Ovelar 71' |           |                 | Asistencia: 32 706 espectadores Árbitro(s): Imer Machado | Asistencia: 32 706 espectadores Árbitro(s): Imer Machado |

### Final
| 16 de diciembre de 2015, 19:10 | Junior                  | 2:1 (2:0) | Atlético Nacional | Estadio Metropolitano, Barranquilla                         |                                                             |
|                                | Ovelar 14' · Toloza 21' | Reporte   | Chará 66'         | Asistencia: 38 508 espectadores Árbitro(s): Wilson Lamoroux | Asistencia: 38 508 espectadores Árbitro(s): Wilson Lamoroux |

| 20 de diciembre de 2015, 18:00 | Atlético Nacional                    | 1:0 (1:0) (3:2 p.)         | Junior                                       | Estadio Atanasio Girardot, Medellín                         |                                                             |
|                                | Moreno 29''                          | Reporte                    |                                              | Asistencia: 47 707 espectadores Árbitro(s): Gustavo Murillo | Asistencia: 47 707 espectadores Árbitro(s): Gustavo Murillo |
|                                |                                      | Tiros desde el punto penal |                                              |                                                             |                                                             |
|                                | Bocanegra · Chará · Guerra · Pérez · |                            | Noguera · Narváez · Ovelar · Célis · Cuéllar |                                                             |                                                             |

|                                       |
| Bandera de Colombia                   |
| Campeón Atlético Nacional 15.º título |

## Estadísticas

### Goleadores
| Jugador               | Equipos                | Goles | PJ | Media |
| --------------------- | ---------------------- | ----- | -- | ----- |
| Jefferson Duque       | Atlético Nacional      | 15    | 24 | 0.63  |
| Harold Preciado       | Deportivo Cali         | 13    | 20 | 0.65  |
| Juan Fernando Caicedo | Independiente Medellín | 9     | 19 | 0.47  |
| Roberto Ovelar        | Junior                 | 9     | 21 | 0.43  |
| Vladimir Hernández    | Junior                 | 8     | 22 | 0.36  |
| Jonathan Gómez        | Deportivo Pasto        | 8     | 19 | 0.42  |
| Johan Arango          | Once Caldas            | 7     | 20 | 0.35  |
| Andrés Ibargüen       | Deportes Tolima        | 7     | 23 | 0.30  |
| Wilson Morelo         | Santa Fe               | 6     | 10 | 0.60  |
| Carlos Henao          | Patriotas              | 6     | 18 | 0.33  |

Fuente 1: Web oficial de Dimayor 

Fuente 2: ESPN FC 

Fuente 3: Web Worldfootball
Fuente 4: Win Sports Archivado el 5 de marzo de 2016 en Wayback Machine.

### Asistentes
| Jugador            | Equipos                | Asistencias |
| ------------------ | ---------------------- | ----------- |
| Johan Arango       | Once Caldas            | 9           |
| Vladimir Hernández | Junior                 | 6           |
| Macnelly Torres    | Atlético Nacional      | 6           |
| Yimmi Chará        | Atlético Nacional      | 5           |
| Jarlan Barrera     | Junior                 | 5           |
| Maximiliano Núñez  | Millonarios            | 4           |
| Dayron Pérez       | Jaguares               | 4           |
| Christian Marrugo  | Independiente Medellín | 4           |
| Harold Preciado    | Deportivo Cali         | 4           |
| James Sánchez      | Uniautónoma            | 4           |

Fuente 1: Web oficial de Dimayor 

Fuente 2: ESPN FC 

Fuente 3: Web Worldfootball
Fuente 4: Win Sports Archivado el 5 de marzo de 2016 en Wayback Machine.

### Otros
| 6 de agosto-2015      | Michael Rangel      | 10' · 17' · 62' | Patriotas        | 2:3 | Millonarios |
| 23 de julio-2015      | Rafael Santos Borré | 2' · 41' · 74'  | Deportivo Cali   | 5:1 | Unautónoma  |
| 13 de septiembre-2015 | Jean Carlos Blanco  | 16' · 54' · 70' | La Equidad       | 4:3 | Jaguares    |
| 20 de septiembre-2015 | Estefano Arango     | 16' · 46' · 72' | Cúcuta Deportivo | 4:0 | Jaguares    |

| Atlético Nacional      | 448.200   | 34.476 | 13  |
| Independiente Medellín | 318.540   | 26.545 | 12  |
| Junior                 | 240.421   | 19.263 | 13  |
| Santa Fe               | 176.439   | 16.039 | 11  |
| Millonarios            | 134.501   | 13.450 | 10  |
| Deportivo Cali         | 103.968   | 9.451  | 11  |
| Once Caldas            | 135.864   | 14.351 | 11  |
| Deportivo Pasto        | 82.378    | 8.237  | 10  |
| Alianza Petrolera      | 77.600    | 7.054  | 11  |
| Deportes Tolima        | 60.678    | 3.223  | 12  |
| Cortuluá               | 47.500    | 4.750  | 10  |
| Águilas Doradas        | 38.250    | 3.825  | 10  |
| Jaguares               | 30.200    | 3.020  | 10  |
| Envigado F. C.         | 26.800    | 2.680  | 10  |
| Patriotas              | 24.950    | 2.495  | 10  |
| Uniautónoma            | 24.546    | 2.454  | 10  |
| Cúcuta Deportivo       | 23.900    | 2.390  | 10  |
| Atlético Huila         | 22.650    | 2.265  | 10  |
| Boyacá Chicó           | 21.200    | 2.120  | 10  |
| La Equidad             | 19.500    | 1.950  | 10  |
| Liga Águila            | 2.041.085 | 9.537  | 214 |

 Atlético Nacional logró un récord en puntos alcanzando 45 en la fase de todos contra todos en torneos cortos.

## Clasificación a torneos internacionales
| Clasificado como | Copa Libertadores 2016 | Copa Sudamericana 2016 | Recopa Sudamericana 2016 | Copa Suruga Bank 2016 |
| ---------------- | ---------------------- | ---------------------- | ------------------------ | --------------------- |
| Colombia 1       | Deportivo Cali         | Santa Fe               | Santa Fe                 | Santa Fe              |
| Colombia 2       | Atlético Nacional      | Junior                 |                          |                       |
| Colombia 3       | Santa Fe               | Atlético Nacional      |                          |                       |
| Colombia 4       |                        | Independiente Medellín |                          |                       |
| Colombia 5       | Deportes Tolima        |                        |                          |                       |

## Cambios de categoría al final de temporada
| Ascenso | Atlético Bucaramanga Fortaleza CEIF |

| Descenso | Cúcuta Deportivo Uniautónoma |